# Резиновая змея
Резиновая змея (лат. Charina bottae) — змея из семейства ложноногие. Видовое название bottae дано в честь врача, натуралиста, археолога и дипломата Поля-Эмиля Ботта, посетившего Калифорнию.

## Внешний вид
Небольшая змея с цилиндрическим телом длиной 50—60 (редко до 83) см. Голова округлая, небольшая, плавно переходит в туловище, сверху покрыта крупными щитками. Глаза небольшие, с вертикальными зрачками. Хвост короткий и тупой. Тело обычно коричневое или оливковое, без рисунка. Бока и брюшная сторона светлее.

## Распространение
Обитает на северо-западе США от Калифорнии до Монтаны и на юге Британской Колумбии (Канада). Может являться самым северным представителем семейства.

## Образ жизни
Населяет горные хвойные или смешанные леса, чапарали, луга и саванны. Обычно встречается под гниющими брёвнами или пнями, под камнями и в щелях между ними или под корой поваленных деревьев. Молодые особи питаются яйцами пресмыкающихся и ящерицами, а взрослые - грызунами, кротами, птицами, ящерицами и хвостатыми земноводными. Добычу убивает, удушая её.
При опасности сворачивается в плотный шар, пряча голову внутрь и выставляя наружу тупой хвост, имитирующий голову. Может также водить своим хвостом из стороны в сторону, прижав голову к земле. Кроме того, хвост может использоваться во время разорения мышиных нор: пока змея поедает мышат, она отвлекает взрослую мышь движениями хвоста, имитирующими выпады. Из-за этих черт поведения хвосты резиновых змей часто несут шрамы.
Яйцеживородящий вид. Самка ежегодно производит на свет 3—4 детёныша длиной 15—20 см. Продолжительность жизни до 20 лет.

## Галерея

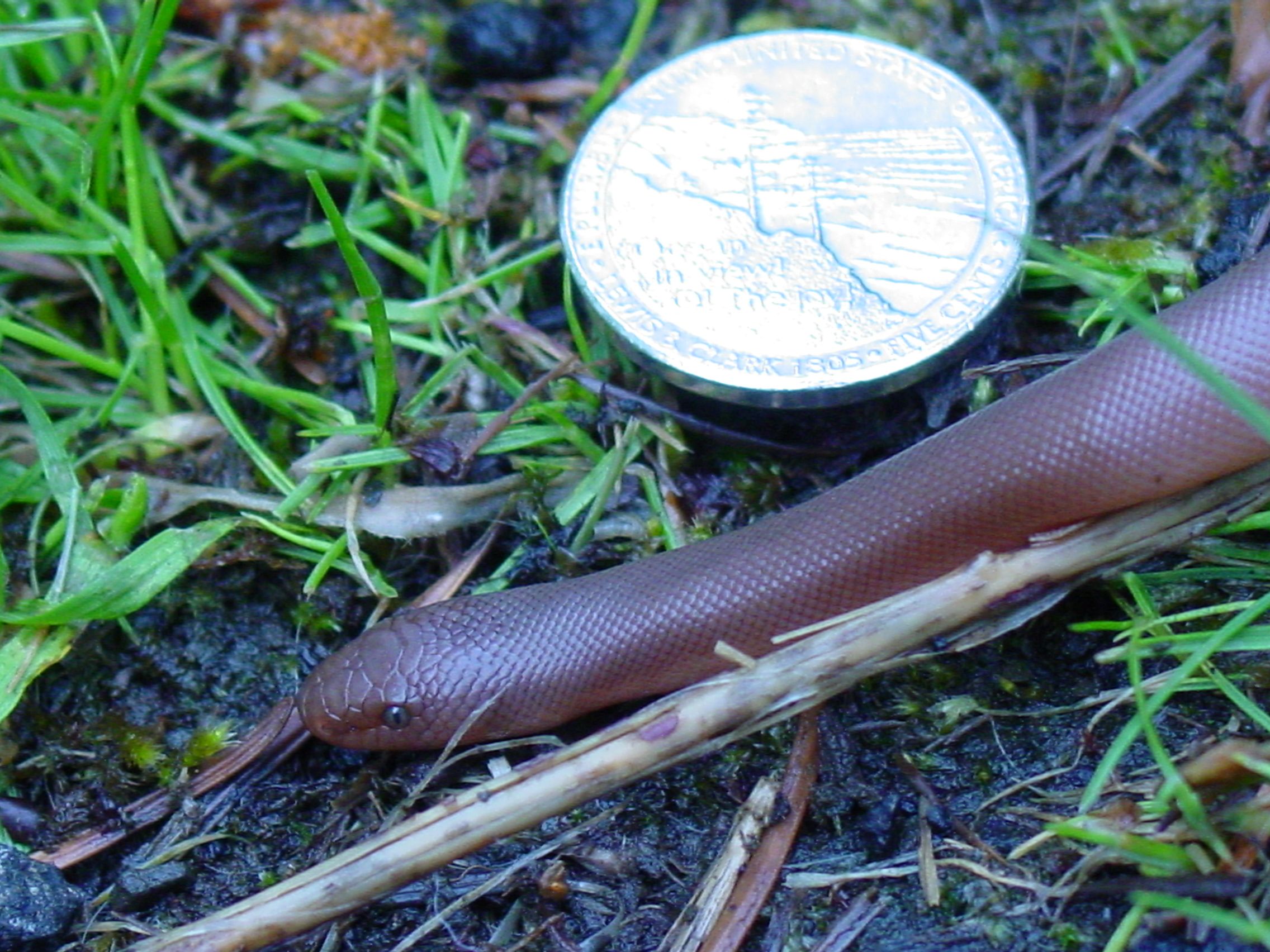
Резиновая змея рядом с монетой 5 центов США (около 2 см в диаметре)
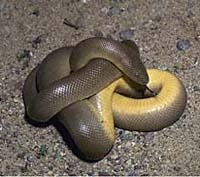